# Municipio de Hopewell (condado de Mercer, Nueva Jersey)
El municipio de Hopewell (en inglés: Hopewell Township) es un municipio ubicado en el condado de Mercer en el estado estadounidense de Nueva Jersey. En el año 2010 tenía una población de 17.304 habitantes y una densidad poblacional de 113,92 personas por km².

## Geografía
El municipio de Hopewell se encuentra ubicado en las coordenadas 40°20′00″N 74°48′59″O / 40.33333, -74.81639.

## Demografía
Según la Oficina del Censo en 2000 los ingresos medios por hogar en el municipio eran de $93,640 y los ingresos medios por familia eran $101,579. Los hombres tenían unos ingresos medios de $66,849 frente a los $47,701 para las mujeres. La renta per cápita para la localidad era de $43,947. Alrededor del 1.1% de la población estaba por debajo del umbral de pobreza.